# استیخرن
استیخرن (به هلندی: Stegeren) یک منطقهٔ مسکونی در هلند است که در اومن واقع شده‌است. استیخرن ۱۷۰ نفر جمعیت دارد.